# Armas Saastamoinen
Armas Herman Saastamoinen, född 14 april 1886 i Kuopio, död 20 oktober 1932 i London, var en finländsk affärsman och diplomat. Han var son till affärsmannen Herman Saastamoinen.
Saastamoinen arbetade från 1910 i faderns företag och engagerade sig under första världskriget i aktiviströrelsen samt deltog i kriget 1918 bland annat som lokal stabschef i Kuopio. Han hade i seklets början långa perioder vistats utomlands och var 1918 sändebud i Köpenhamn, 1919–1921 i Washington, D.C. och från 1926 i London och Haag. Efter faderns död var han 1921–1926 vd för familjeföretaget, men var tvungen träda åt sidan sedan finansiären KOP nödgats installera egna män på de ledande posterna. Han satt i riksdagen för Samlingspartiet 1924–1926.